# Bistum San Miguel (Argentinien)
Das Bistum San Miguel (lat.: Dioecesis Sancti Michaëlis in Argentina, span.: Diócesis de San Miguel) ist eine in Argentinien gelegene römisch-katholische Diözese mit Sitz in San Miguel.

## Geschichte
Das Bistum San Miguel wurde am 11. Juli 1978 durch Papst Paul VI. mit der Päpstlichen Bulle Totius ut consuleretur aus Gebietsabtretungen des Bistums San Martín errichtet und dem Erzbistum Buenos Aires als Suffraganbistum unterstellt.

## Bischöfe von San Miguel
- Horacio Alberto Bózzoli, 1978–1983, dann Erzbischof von Tucumán
- José Manuel Lorenzo, 1983–1994
- Abelardo Francisco Silva, 1994–2000
- José Luis Mollaghan, 2000–2005, dann Erzbischof von Rosario
- Sergio Alfredo Fenoy, 2006–2018, dann Erzbischof von Santa Fe de la Vera Cruz
- Damián Nannini, seit 2018